# تشو لي (دبلوماسي)
تشو لي (بالصينية: 周力) هو دبلوماسي صيني، ولد في 1 يونيو 1955 في شاندونغ في الصين.